# Kasteel van Bokrijk

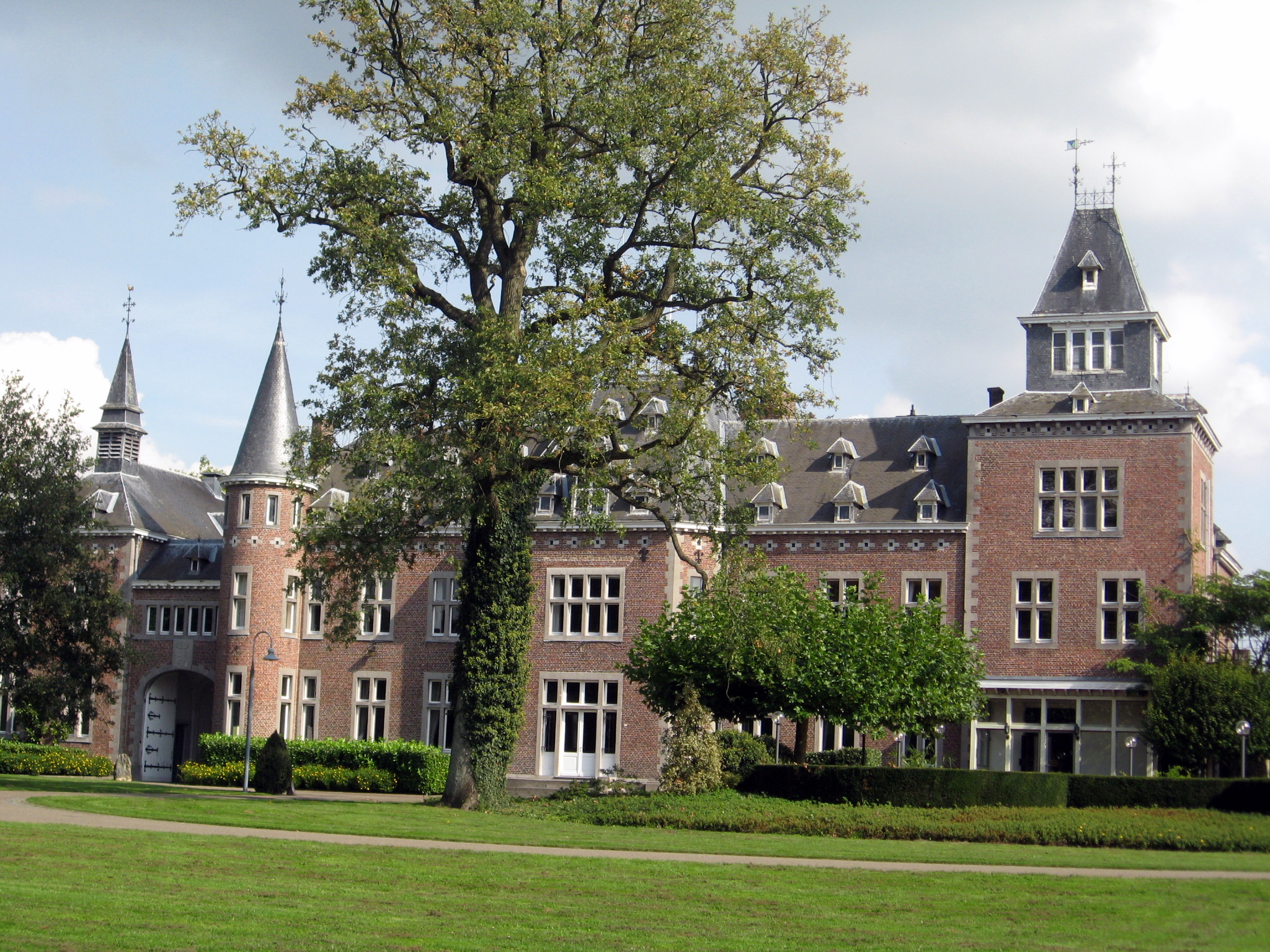
Kasteel van Bokrijk

Het Kasteel van Bokrijk is een bouwwerk aan Bokrijklaan 8 in het Domein Bokrijk.

## Geschiedenis
Het kasteeltje is vanaf 1891 gebouwd in Maaslandse neorenaissancestijl. Het was oorspronkelijk een droom van de rentenier Edgar Maris, die in 1889 het domein Bokrijk had aangekocht van de familie Coghen. Jacobus Van Mansfeld werd aangeworven als architect. Maris kwam echter in financiële moeilijkheden en trachtte zijn middelen aan te vullen door veel bomen op zijn domein om te hakken en een houtwolfabriekje te beginnen. Het Station Bokrijk was daarvoor ook van belang: er kon hout worden verladen. Ook ijzererts, in de vorm van ijzeroer, werd op het domein gewonnen.
Dit alles was niet voldoende om zijn project te voltooien, en het domein werd na drie jaar verkocht aan graaf Ferdinand de Meeûs. Daarna duurde het nog vijf jaar, tot 1898, voor het kasteel gereed kwam. Naast een rechtervleugel kwam er ook een neo-byzantijnse kapel en een Franse tuin.
In 1916 overleed de graaf en het domein kwam in handen van makelaars. Na de bevrijding, in 1918, werd beslag op het domein gelegd en pas in 1928 werd het verkocht, en wel aan S.V. Middenkredietkas (Boerenbond).
Nu werd er een groot landbouwbedrijf opgericht, waaronder een voor die tijd grote pluimveefokkerij (10.000 kippen), varkens, koeien en aspergeteelt. De bodem was schraal, reden om te experimenteren met kunstmest, maar het landbouwbedrijf bleef verliesgevend. Ook de bosbouw (van de 400.000 dennen waren er nog 286.000 over) ten behoeve van mijnhout voor de mijnen bood geen soelaas, omdat hiervoor steeds vaker metalen stutten gebruikt werden.
In 1937 verkocht de Middenkredietkas het gehele domein aan de provincie, waarmee de grondslag voor het Provinciaal Domein Bokrijk werd geschapen.
Het kasteel had tijdens de Tweede Wereldoorlog te lijden van inkwartieringen in 1944 van de Waffen-SS en later van Amerikaanse troepen. In 1950 werd met de restauratie begonnen en in 1952 vestigde een restaurant zich in het kasteel. In 2008 werd het kasteel opnieuw gerenoveerd en geschikt gemaakt als vergaderruimte voor de Provincie Limburg en voor bedrijven.

## Externe bronnen
- Kasteel van Bokrijk in de inventaris van het agentschap Onroerend Erfgoed
- Geschiedenis